# 宮中伯
宮中伯（きゅうちゅうはく、独: Pfalzgraf）は、中世ドイツの爵位の一つ。ファルツ伯（プファルツ伯）とも呼ばれ、神聖ローマ帝国における「宮廷の書記」という意味であり、今日では「大臣」に相当するものと解釈される。宮廷伯、帝領伯、王領伯、王領地伯、地方伯とも訳される。pfalzはラテン語のpalatinusに由来し、「宮殿」を意味する。
いわばローマ皇帝の側近で、通常は宮廷に10人前後の宮中伯がおり、それぞれ担当する部署において政務を処理した。しかし、やがて地方において諸侯が台頭し、帝国が分裂状態になると、皇帝により諸侯を監視、あるいは諸侯の力を抑えるために各地に宮中伯が派遣されるが、そのほとんどが諸侯との争いの中で没落した。
唯一、ライン宮中伯だけは任地のライン地方に土着し、自ら諸侯化することで存続した。そのため、「宮中伯」というと固有名詞的にライン宮中伯を指すようになり、その所領は「プファルツ（宮中伯領）」と呼ばれるようになった。1356年の「金印勅書」によってライン宮中伯は選帝侯となったため、「プファルツ選帝侯」（「宮中伯領選帝侯」）と通称される。
のちにはプファルツ選帝侯系のヴィッテルスバッハ家の男子がみな代々宮中伯の称号を用いるようになり、公爵位を有する者は「プファルツ＝○○公爵」と呼ばれるようになった。

## 備考
「宮中伯」はハンガリー王国におけるnádorの訳語としても用いられる。